# Breeders Crown Open Mare Trot
| 2YO Filly Trot |  | 2YO Colt & Gelding Trot |  | 3YO Filly Trot |  | 3YO Colt & Gelding Trot |  | Open Mare Trot |  | Open Trot |

Breeders Crown Open Mare Trot är ett årligt travlopp i Breeders Crown-serien för 4-åriga och äldre varmblodiga ston. Loppet är ett sprinterlopp över 1609 meter och körs på olika travbanor i USA och Kanada, sedan premiären 1984. Förstapris är 250 000 amerikanska dollar. 2010 blev Pocono Downs den första banan som körde alla 12 lopp i travserien under en och samma kväll.
Hästen Grades Singing vann loppet tre gånger (1986, 1987, 1989), en bedrift som ingen annan häst lyckats med. 1990 vann Peace Corps loppet för första gången, och gjorde det då på nytt världsrekord. Hon vann även loppet 1992, och blev då första häst någonsin att vinna fyra Breeders Crown-lopp.
Loppet kördes inte mellan 1996 och 2003. Ston fick då tävla mot hingstar och valacker i Breeders Crown Open Trot.

## Rekord
Flest segrar av en häst
- 3 – Grades Singing (1986, 1987, 1989)

Flest segrar av en kusk
- 3 – Daniel Dube (2007, 2017, 2018)

Flest segrar av en tränare
- 3 – Ron Burke (2009, 2010, 2016)

## Segrare
| År          | Häst               | Ålder | Kusk              | Tränare                | Tid       |
| ----------- | ------------------ | ----- | ----------------- | ---------------------- | --------- |
| 2023        | Jiggy Jog          | 4     | Dexter Dunn       | Åke Svanstedt          | 1:51.1    |
| 2022        | Bella Bellini      | 5     | Dexter Dunn       | Richard "Nifty" Norman | 1:51.1    |
| 2021        | Felicity Shagwell  | 6     | Åke Svanstedt     | Åke Svanstedt          | 1:52.2    |
| 2020        | Manchego           | 5     | Dexter Dunn       | Nancy Takter           | 1:52.0    |
| 2019        | Manchego           | 4     | Dexter Dunn       | Nancy Takter           | 1:51.0    |
| 2018        | Emoticon Hanover   | 5     | Daniel Dube       | Luc Blais              | 1:54.1    |
| 2017        | Emoticon Hanover   | 4     | Daniel Dube       | Luc Blais              | 1:53.4    |
| 2016        | Hannelore Hanover  | 4     | Yannick Gingras   | Ron Burke              | 1:53.3    |
| 2015        | D'One              | 5     | David Miller      | Roger Walmann          | 1:54.2    |
| 2014        | Bee A Magician     | 4     | Brian Sears       | Richard "Nifty" Norman | 1:51.4    |
| 2013        | Maven              | 4     | Yannick Gingras   | Jonas Czernyson        | 1:52.3    |
| 2012        | Tamla Celeber      | 5     | Brian Sears       | Roger Walmann          | 1:55.2    |
| 2011        | Frenchfrysnvinegar | 6     | Jody Jamieson     | Jeffrey Gillis         | 1:53.3    |
| 2010        | Buck I St Pat      | 7     | Tim Tetrick       | Ron Burke              | 1:52.3    |
| 2009        | Buck I St Pat      | 6     | Tim Tetrick       | Ron Burke              | 1:52.0    |
| 2008        | Brigham Dream      | 4     | Luc Ouellette     | Nicolas Vandenplas     | 1:53.2    |
| 2007        | Mystical Sunshine  | 6     | Daniel Dube       | Christopher J. Ryder   | 1:54.2    |
| 2006        | Mystical Sunshine  | 5     | Ronald Pierce     | Christopher J. Ryder   | 1:53.3    |
| 2005        | Peaceful Way       | 4     | Trevor Ritchie    | David Tingley          | 1:53.1    |
| 2004        | Armbro Affair      | 4     | Ronald Pierce     | Robert McIntosh        | 1:54.1    |
| 1996 – 2003 | Inga lopp          | -     | Inga lopp         | Inga lopp              | Inga lopp |
| 1995        | CR Kay Suzie       | 3     | Rod Allen         | Carl Allen             | 1:58.1    |
| 1994        | Armbro Keepsake    | 5     | Stig H. Johansson | Stig H. Johansson      | 1:57.4    |
| 1993        | Lifetime Dream     | 5     | Paul MacDonell    | George Elliott         | 1:55.4    |
| 1992        | Peace Corps        | 5     | Torbjörn Jansson  | Torbjörn Jansson       | 1:58.0    |
| 1991        | Me Maggie          | 4     | Berndt Lindstedt  | Jan Johnson            | 1:58.2    |
| 1990        | Peace Corps        | 4     | Stig H. Johansson | Stig H. Johansson      | 1:54.2    |
| 1989        | Grades Singing     | 7     | Olle Goop         | Olle Goop              | 1:57.3    |
| 1988        | Armbro Flori       | 4     | George Sholty     | Larry Walker           | 1:59.3    |
| 1987        | Grades Singing     | 5     | Olle Goop         | Olle Goop              | 1:58.3    |
| 1986        | Grades Singing     | 4     | Hervé Filion      | Hervé Filion           | 1:57.4    |